# Killilan
Killilan är en by i Highland i Skottland. Byn är belägen 9,6 km 
från Stromeferry. Orten har 111 invånare (2011).